# 1:40-Stunden-Rennen von Detroit 2025

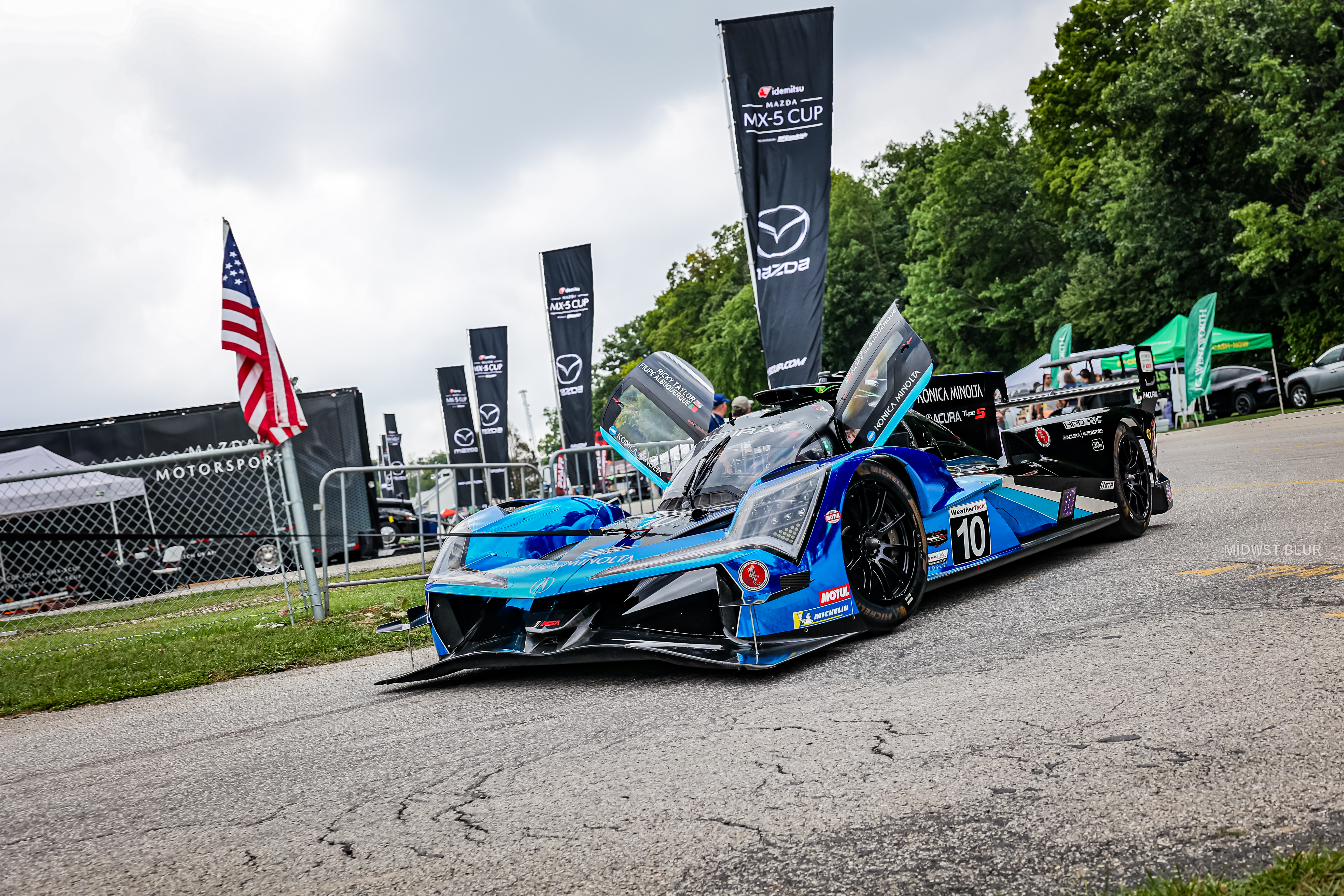
Erster Saisonsieg für den Acura ARX-06

Das 1:40-Stunden-Rennen von Detroit 2025, auch 2025 Chevrolet Detroit Sports Car Classic, fand am 31. Mai auf dem Detroit Street Circuit statt und war der fünfte Wertungslauf der IMSA WeatherTech SportsCar Championship dieses Jahres.

## Das Rennen
Nach vier Porsche-Siegen in Folge sahen sich die Verantwortlichen für die Erstellung der Balance of Performance der IMSA zum Eingreifen genötigt. Beim vierten Wertungslauf des Jahres in Laguna Seca kamen sowohl die Acura ARX-06 als auch die Cadillac V-Series.R mit zwei Runden Rückstand ins Ziel, obwohl sie dieselbe Rennstrategie fuhren wie die siegreichen Porsche 963.
Vor dem Rennen in Detroit erhielten die Porsche mehr Gewicht und weniger Leistung. Bei Acura und Cadillac war es umgekehrt: mehr Leistung und weniger Gewicht. Prompt gelang den beiden neuen Acura-Piloten Renger van der Zande und Nick Yelloly der erste Saisonerfolg des ARX-06. Fast alle GT-Fahrzeuge kamen ab der sechsten Runde zum ersten und einzigen Stopp an die Boxen, da die Mindestfahrzeit eines Fahrers bei einem 1:40-Stunden-Rennen nur fünf Runden betrug. Dadurch fuhren die jeweils schnelleren Piloten die restliche Fahrzeit bis zum Rennende. Die GT-Klasse gewannen Sebastian Priaulx und Mike Rockenfeller im Ford Mustang GT3, die normale Stint-Längen (Fahrzeit zwischen zwei Standard-Boxenstopps) fuhren.

## Ergebnisse

### Schlussklassement
| 1           | GTP     | 93 | Acura Meyer Shank Racing with Curb-Agajanian | Renger van der Zande Nick Yelloly    | Acura ARX-06                  | 84 |
| 2           | GTP     | 10 | Cadillac Wayne Taylor Racing                 | Filipe Albuquerque Ricky Taylor      | Cadillac V-Series.R           | 84 |
| 3           | GTP     | 6  | Porsche Penske Motorsport                    | Matt Campbell Mathieu Jaminet        | Porsche 963                   | 84 |
| 4           | GTP     | 7  | Porsche Penske Motorsport                    | Felipe Nasr Nick Tandy               | Porsche 963                   | 84 |
| 5           | GTP     | 24 | BMW M Team RLL                               | Philipp Eng Dries Vanthoor           | BMW M Hybrid V8               | 84 |
| 6           | GTP     | 60 | Acura Meyer Shank Racing with Curb-Agajanian | Tom Blomqvist Colin Braun            | Acura ARX-06                  | 84 |
| 7           | GTP     | 25 | BMW M Team RLL                               | Sheldon van der Linde Marco Wittmann | BMW M Hybrid V8               | 84 |
| 8           | GTP     | 23 | Aston Martin THOR Team                       | Roman De Angelis Ross Gunn           | Aston Martin Valkyrie AMR-LMH | 84 |
| 9           | GTP     | 40 | Cadillac Wayne Taylor Racing                 | Louis Delétraz Jordan Taylor         | Cadillac V-Series.R           | 84 |
| 10          | GTP     | 31 | Cadillac Whelen                              | Jack Aitken Earl Bamber              | Cadillac V-Series.R           | 83 |
| 11          | GTP     | 85 | JDC–Miller MotorSports                       | Gianmaria Bruni Tijmen van der Helm  | Porsche 963                   | 83 |
| 12          | GTD-Pro | 64 | Ford Multimatic Motorsports                  | Sebastian Priaulx Mike Rockenfeller  | Ford Mustang GT3              | 81 |
| 13          | GTD-Pro | 3  | Corvette Racing by Pratt Miller Motorsports  | Antonio García Alexander Sims        | Chevrolet Corvette Z06 GT3.R  | 81 |
| 14          | GTD-Pro | 9  | Pfaff Motorsports                            | Andrea Caldarelli Marco Mapelli      | Lamborghini Huracán GT3 Evo 2 | 81 |
| 15          | GTD-Pro | 14 | Vasser Sullivan Racing                       | Jack Hawksworth Aaron Telitz         | Lexus RC F GT3                | 81 |
| 16          | GTD-Pro | 77 | AO Racing                                    | Klaus Bachler Laurin Heinrich        | Porsche 911 GT3 R (992)       | 81 |
| 17          | GTD-Pro | 4  | Corvette Racing by Pratt Miller Motorsports  | Nicky Catsburg Tommy Milner          | Chevrolet Corvette Z06 GT3.R  | 81 |
| 18          | GTD-Pro | 48 | Paul Miller Racing                           | Dan Harper Max Hesse                 | BMW M4 GT3 Evo                | 80 |
| 19          | GTD-Pro | 81 | DragonSpeed                                  | Albert Costa Rasmus Lindh            | Ferrari 296 GT3               | 80 |
| 20          | GTD-Pro | 15 | Vasser Sullivan Racing                       | Frankie Montecalvo Parker Thompson   | Lexus RC F GT3                | 80 |
| 21          | GTD-Pro | 1  | Paul Miller Racing                           | Madison Snow Neil Verhagen           | BMW M4 GT3 Evo                | 75 |
| Ausgefallen |         |    |                                              |                                      |                               |    |
| 22          | GTD-Pro | 65 | Ford Multimatic Motorsports                  | Christopher Mies Frédéric Vervisch   | Ford Mustang GT3              | 78 |

### Nur in der Meldeliste
Zu diesem Rennen sind keine weiteren Meldungen bekannt.

### Klassensieger
| Klasse  | Fahrer               | Fahrer            | Fahrzeug         | Platzierung im Gesamtklassement |
| ------- | -------------------- | ----------------- | ---------------- | ------------------------------- |
| GTP     | Renger van der Zande | Nick Yelloly      | Acura ARX-06     | Gesamtsieg                      |
| GTD-Pro | Sebastian Priaulx    | Mike Rockenfeller | Ford Mustang GT3 | Rang 12                         |

### Renndaten
- Gemeldet: 22
- Gestartet: 22
- Gewertet: 21
- Rennklassen: 2
- Zuschauer: unbekannt
- Wetter am Renntag: trocken und warm
- Streckenlänge: 2,647 km
- Fahrzeit des Siegerteams: 1:40:46,658 Stunden
- Gesamtrunden des Siegerteams: 84
- Gesamtdistanz des Siegerteams: 222,348 km
- Siegerschnitt: unbekannt
- Pole Position: Nick Yelloly – Acura ARX-06 (#93) – 1:05,762 = 144,924 km/h
- Schnellste Rennrunde: Nick Yelloly – Acura ARX-06 (#93) – 1:06,641 = 143,012 km/h
- Rennserie: 5. Lauf zur IMSA WeatherTech SportsCar Championship 2025